# تاکاماسا تاناوکا
تاکاماسا تاناوکا (ژاپنی: 種岡 岐将؛ زادهٔ ۴ آوریل ۱۹۹۴) یک بازیکن فوتبال اهل ژاپن است.
از باشگاه‌هایی که در آن بازی کرده‌است می‌توان به باشگاه فوتبال توچیگی و باشگاه فوتبال فوجی‌ئدا اشاره کرد.